# Hociîne, Olevsk
Hociîne (în ucraineană Хочине) este localitatea de reședință a comunei Hociîne din raionul Olevsk, regiunea Jîtomîr, Ucraina.

## Demografie
Componența lingvistică a localității Hociîne
     Ucraineană (97,98%)
     Belarusă (1,85%)
     Alte limbi (0,17%)
Conform recensământului din 2001, majoritatea populației localității Hociîne era vorbitoare de ucraineană (97,98%), existând în minoritate și vorbitori de belarusă (1,85%).